# Anse de Kerguelen
Pour les articles homonymes, voir Kerguelen.
L'anse de Kerguelen est un site naturel proche de Lorient, situé sur la commune de Larmor-Plage, propriété du Conservatoire du littoral.

## Géographie
L'anse de Kerguelen est située à  proximité immédiate de Lorient. Elle s'ouvre sur les courreaux de Groix.
Bien que cette côte soit fortement urbanisée, elle offre une remarquable diversité de milieux naturels : la dune, les marais d'eau saumâtre et d'eau douce, les landes, les friches, les prairies naturelles, les talus plantés et les bosquets sont autant d'abris pour la faune et la flore qui bénéficient ici de conditions favorables.

## Écologie

### Protection
Le Conservatoire du littoral a fait l'acquisition de sept parcelles des terres bordant l'anse de Kerguelen entre 1984 et 1999.